# ストレチックス
ストレッチ専門店 ストレチックスは、東京を中心に北海道、埼玉、千葉、大阪、滋賀、山口、高知、長崎の計18店舗を展開しているストレッチ専門店。
フランチャイズ本部は株式会社バリード・ジャパン。

## 概要
パートナー（ペア）ストレッチを提供しているストレッチの専門店。ボディーワーク経験豊富なトレーナーを積極登用する専門性と、原則的に同じ担当者が継続した施術を提供する個別性を生かしたパートナーストレッチ「オーダーメイド・ストレッチ」によって、運動の習慣化を促すサービス提供を行っている。

## 沿革
フランチャイズコンサルティング（フランチャイズ本部構築支援や、フランチャイズ店舗展開支援等）を行っていた株式会社バリード・ジャパン（東京都文京区、代表取締役：山口晃二）が2014年8月に1号店を開業。
- 2014年　直営1号店としてストレッチ専門店「ストレチックス 新大塚店」を開業。
- 2017年　直営2号店として「千石店」開業。
- 2018年　地方初出店となる「草津店」を開業。
- 2020年　「東十条店」を開業。
- 2021年　「東日本橋edone店」を開業。FC加盟店の「西諌早店」「茗荷谷店」を開業。
- 2022年　FC加盟店の「山口店」を開業。
- 2023年　直営店の「春日後楽園店」を開業。FC加盟店の「土佐道路店」「円山店」「近江八幡店」を開業。
- 2024年　FC加盟店の「上尾店」「成増店」「市川妙典店」「網走店」「南行徳店」を開業。
- 2025年　FC加盟店の「河内小阪店」を開業。

## 関連著書
- 「70歳からのゆる～い筋トレ＆ストレッチ」（出版：家の光協会 / 2021年7月 / ISBN 9784259566944）[4]
- 「70歳からのかる～い1分筋トレ＆ストレッチ」（出版：家の光協会 / 2023年7月 / ISBN 9784259567668）[5]

## 紹介歴
- 日本テレビ「世界一受けたい授業」（2015/01/24 放送分）
- 月刊BIG tomorrow（2017年4月号）
- 新規事業の専門情報誌「ビジネスチャンス」（2017年12月号）
- テレビ東京「なないろ日和！生活情報マーケット」【若々しい体づくりの秘訣】ストレッチ（2018/01/18 放送分）
- テレビ東京「主治医が見つかる診療所」で著書紹介（2022/04/25）
- 中央公論新社「婦人公論」（2022.10.15）

※全てホームページより引用